# 展拓香港界址專條
《展拓香港界址專條》（英語：The Convention Between Great Britain and China Respecting an Extension of Hong Kong Territory），又名《第二北京條約》（The Second Convention of Peking），屬香港割讓的最後一部份，于1898年6月9日的瓜分风潮期间英國和清朝在北京的租約，租借九龍界限街以北，深圳河以南。中英雙方以此專條確定香港邊界，將香港境址擴展到后海灣同大鵬灣水面；專條提及租借期限为99年，至1997年6月30日終，此為香港主權移交中華人民共和國的重要依據之一。
1895年甲午戰爭結束後，曾為中國說項的德國、法國、俄國更有藉口提出租地要求；其後局勢緊張，英國認為如要防衛香港，必須取得鄰近土地的控制權:320。1898年4月2日，強租新界談判正式開始:16。6月9日，中英《展拓香港界址專條》在北京正式簽字；李鴻章和許應揆代表清政府簽字，英國駐華公使竇納樂代表英國政府簽字；英國將沙頭角海到深圳灣之間最短距離直線以南、九龍界限街以北及附近235個島嶼和大鵬灣、深圳灣水域強行租借99年。英國此舉僅在針對法俄，而非對付中國，因此中國軍艦仍有權使用九龍城之碼頭，「除與保衛香港的軍事需要有衝突外」，中國仍保留該處之行政權力；但是同年12月27日英女皇會同樞密院決議撤銷這項條款，由英國單方面接管九龍城；英人於1899年3月接管新界，宣佈為殖民地之一部分，但和市區分別管理；接管初期，嘗有零星反抗，但不久即告停止:203。
租約原件之一由英國政府保存；另一份正本由中華民國外交部保存於臺北外雙溪國立故宮博物院。

## 背景

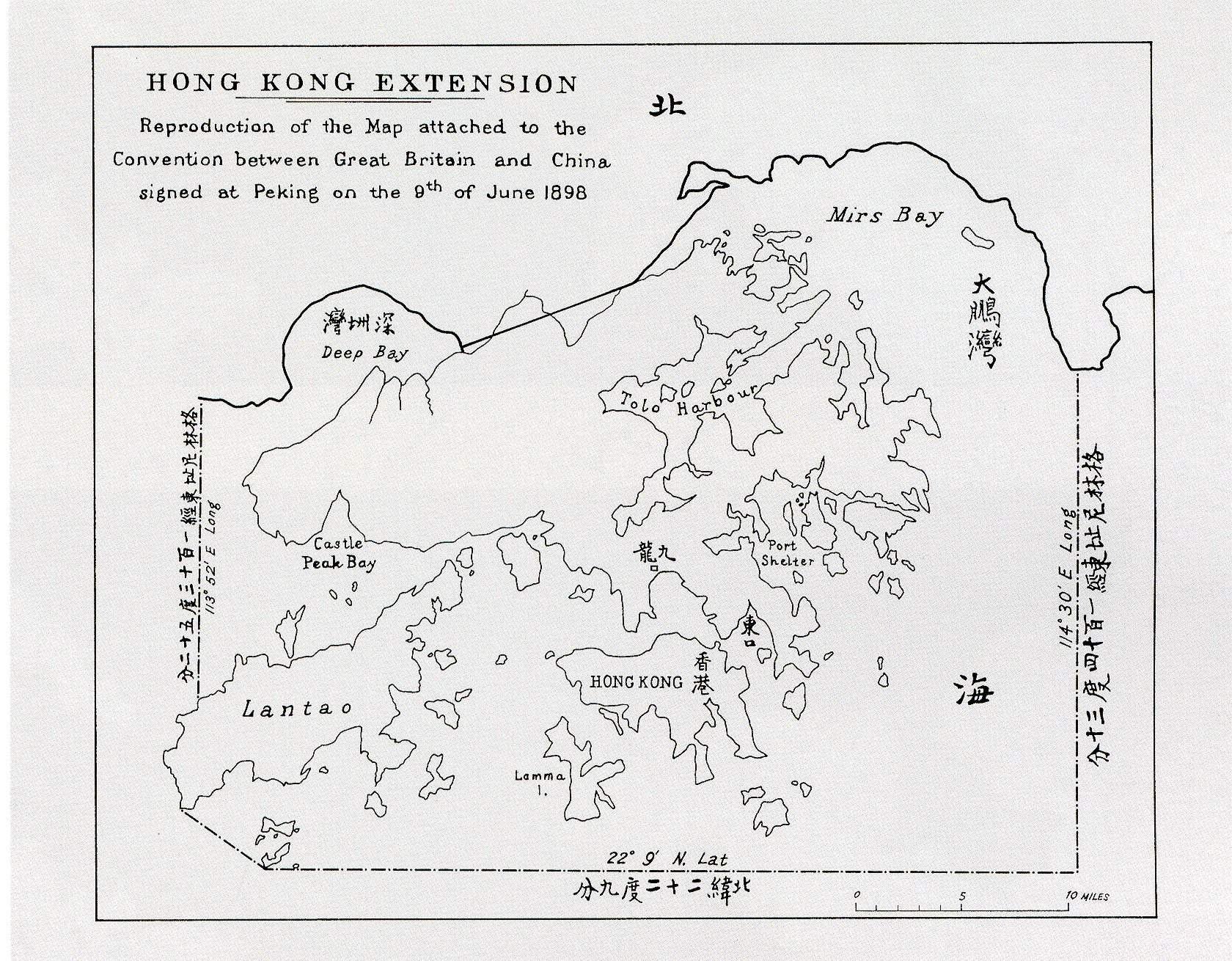
專條中租借的新界及新九龍

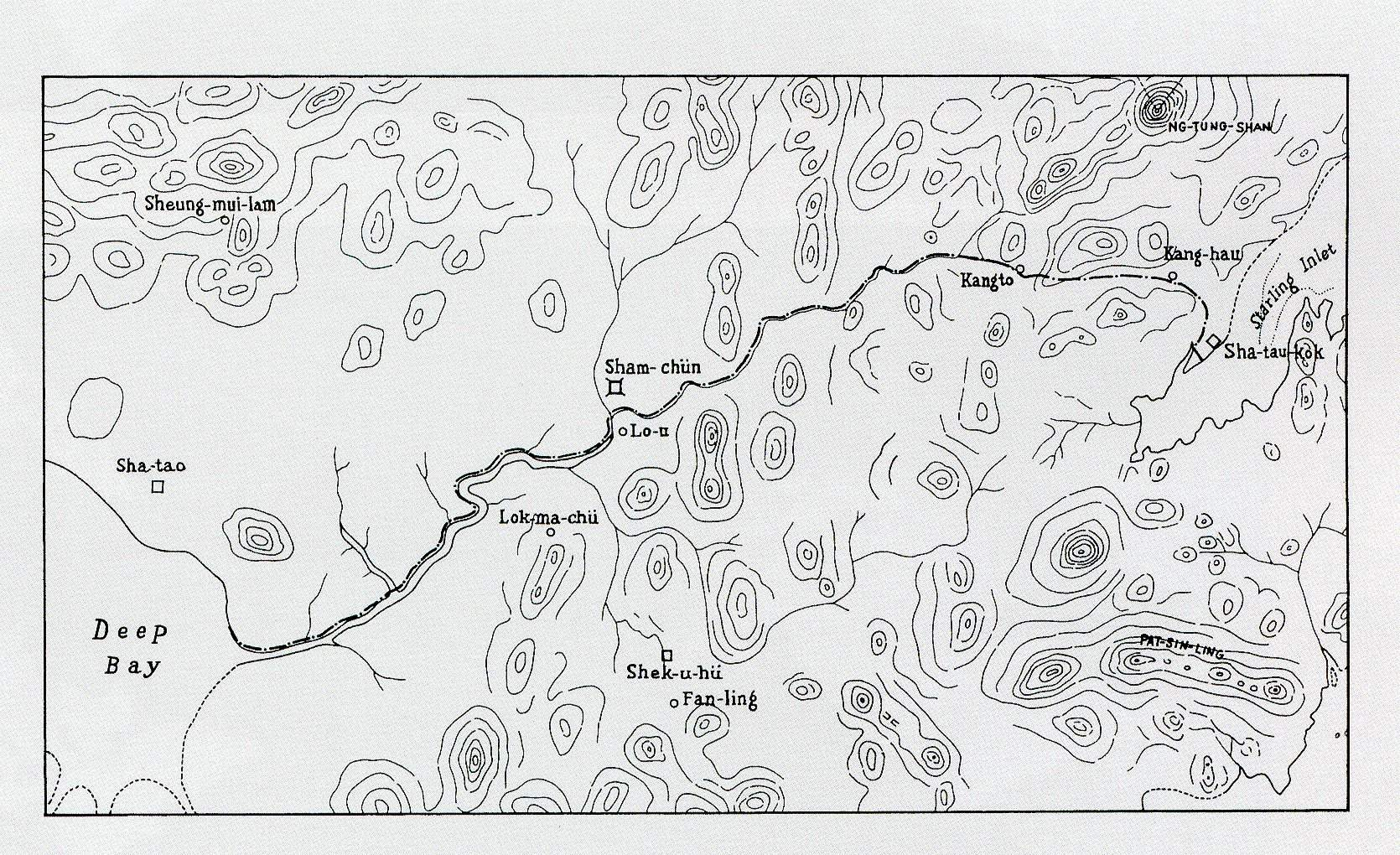
專條中沿深圳河的中英邊境界線

中英街历史博物馆展示的勘界場景模型

此前的香港割讓，已割走香港島和界限街以南的九龍半島。租界新界，亦即是往北擴展九龍的界址，是在1894年由當時的香港立法局非官守議員遮打向港督羅便臣提出。當時香港島和九龍半島並無險可守，而維多利亞港也不是全屬英國管轄，有部份地區屬於清政府。一旦其他敵對的歐洲勢力攻入香港，或在大嶼山等離島駐紥，香港就會難以守衛。加上當時香港島及九龍半島人口密集，並有鼠疫流行，所以必需要分散人口來減低風險。而且香港島和九龍半島的糧食生產都沒有可能自給自足，亦需要土地作工業發展。
其後由當時的香港總商會、香港中華會館（The Hong Kong China Association）和海軍聯盟（The Navy League）力推，尤其是後者出力最大，而英國海軍和陸軍也有提出防務意見。最後，由港督羅便臣推動英國政府，英國駐華公使竇納樂與清政府談判。
1898年3月27日，俄國與清政府簽署《旅大租地條約》，租出旅順和大連共25年，引起英國不安。因此英國借勢與清廷以同等年期租借威海衞，7月1日簽署《訂租威海衛專條》，同時談判中訂下如果廣東、廣西有任何租借，會另要求租地以求平衡。同為3月，法國想染指廣東、廣西，正式向清政府提出在中國南部海岸建立煤棧的要求。4月開始強迫清廷租出廣東西部的廣州灣。英國就以要平衡勢力為由，命竇納樂迫清政府讓英國擴址200英里，1898年6月9日簽下《展拓香港界址專條》，租借99年。
英國此舉僅在針對法俄，而非對付中國，因此中國軍艦仍有權使用九龍城之碼頭，「除與保衛香港的軍事需要有衝突外」，中國仍保留該處之行政權力；但是同年12月27日英女皇會同樞密院決議撤銷這項條款，由英國單方面接管九龍城；英人於1899年3月接管新界，宣佈為殖民地之一部分，但和市區分別管理；接管初期，嘗有零星反抗，但不久即告停止:203。
並於1898年8月派輔政司駱克開始勘探新界，翌年3月開始定界並在1899年3月19日與中方派出代表王存善簽訂《香港英新租界合同》。同年4月17日於大埔運頭角進行升旗禮升起首次在新界升起英國國旗，展開長達99年的殖民時代。5月英軍強占九龍城，驅趕守城官員和城內居民，及後1899年11月16日，清政府亦被迫租借廣州灣予法國。

## 主要內容
英國向清廷租借香港九龍界限街以北、深圳河以南地方及附近逾200個離島，為期99年，到1997年6月30日屆滿。該部份土地即被香港政府劃為新九龍和新界。惟清政府當時堅持保留九龍寨城管治權，並且可以繼續在該處派駐官員，所以九龍寨城並沒有落入英國管治中。

## 移交
1898年4月2日，強租新界談判正式開始:16。6月9日，中英《展拓香港界址專條》在北京正式簽字；李鴻章和許應揆代表清政府簽字，英國駐華公使竇納樂代表英國政府簽字；英國將沙頭角海到深圳灣之間最短距離直線以南、九龍界限街以北及附近235個島嶼和大鵬灣、深圳灣水域強行租借99年；英國強迫中國簽訂中英《展拓香港界址專條》，損害清朝政府主權和領土完整，使英國唯一受益之不平等條約:19。
根據1898年6月9日在北京簽訂《展拓香港界址專條》，清朝同意租借九龍界限街以北直至深圳河的新界地域，以及235個島嶼予英國，為期99年；英國此舉僅在針對法俄兩國，而非對付中國:320。
1898年6月9日專條簽訂之後，香港本埠並無即時公告。10日，香港仍然不知談判結果，是全部還是部份地區的租借。同年7月1日，根據專條所示，租借正式生效。
清朝保留九龍寨城之行政權力，仍有權使用九龍城碼頭，「惟不得與保衛香港之武備有所妨礙」。1899年5月16日，英國將清朝官兵從九龍寨城中驅逐出去。1899年12月27日，英女皇會同樞密院議決撤銷這項條款，由英國單方面接管九龍城:320。因清政府交涉，英軍從寨城內撤軍，令九龍寨城陷入無政府狀態，成為中國政府、香港政府、英國政府三方都不進行有效管治的「三不管地帶」。
在此之前，英國人已於1899年4月接管新界，接管初期尚有零星反抗，但後來終告停止，遂成為香港一部分，但與市區分開管理:320。新界原居民認為前景不明而恐慌，最終導致新界六日戰爆發。

## 影響
於專條約滿後，英國理應歸還新界，但清政府早已不存在，專條本應由中華民國政府繼承。然而英國於1950年承認由中华人民共和国政府代表「中國」，并与中華民國政府断交。
並且因為1971年聯合國大會通過2758号决议文，中華人民共和國政府取代中華民國政府成為联合国唯一的代表政府以及安理会五大常任理事国之一，加上1972年中英建交。故英國向中华人民共和国就香港主權展開談判。
1970年代中期，香港商界開始關注專條約滿的問題，憂慮港府批出的新界土地契約可否跨越1997年，以及港府涉及新界的土地契約在1997年以後仍否有效。
1979年3月，租約將在少於20年屆滿，為解決土地契約問題，時任港督麥理浩爵士首度訪問中國大陸，引伸出後來的「香港前途談判」。

## 外部連結
- 中英展拓香港界址專條 （页面存档备份，存于）
- (PDF).   [2009-11-21]. （原始内容 (PDF)存档于2008-09-08）.